# Габиче Маре
Габѝче Ма̀ре (на италиански: Gabicce Mare, на местен диалект el Gabec, ел Габеч) е морско курортно градче и община в Централна Италия, провинция Пезаро и Урбино, регион Марке. Разположено е на брега на Адриатическо море. Населението на общината е 5976 души (към 2010 г.).